# Рафаель Салем
Рафаель Салем (фр. Raphaël Salem; 7 листопада 1898, Салоніки — 20 червня 1963, Париж) — французький математик грецького походження, який зокрема досліджував зв'язок між рядами Фур'є й теорією чисел. Він відіграв важливу роль у розвитку гармонічного аналізу у Франції.

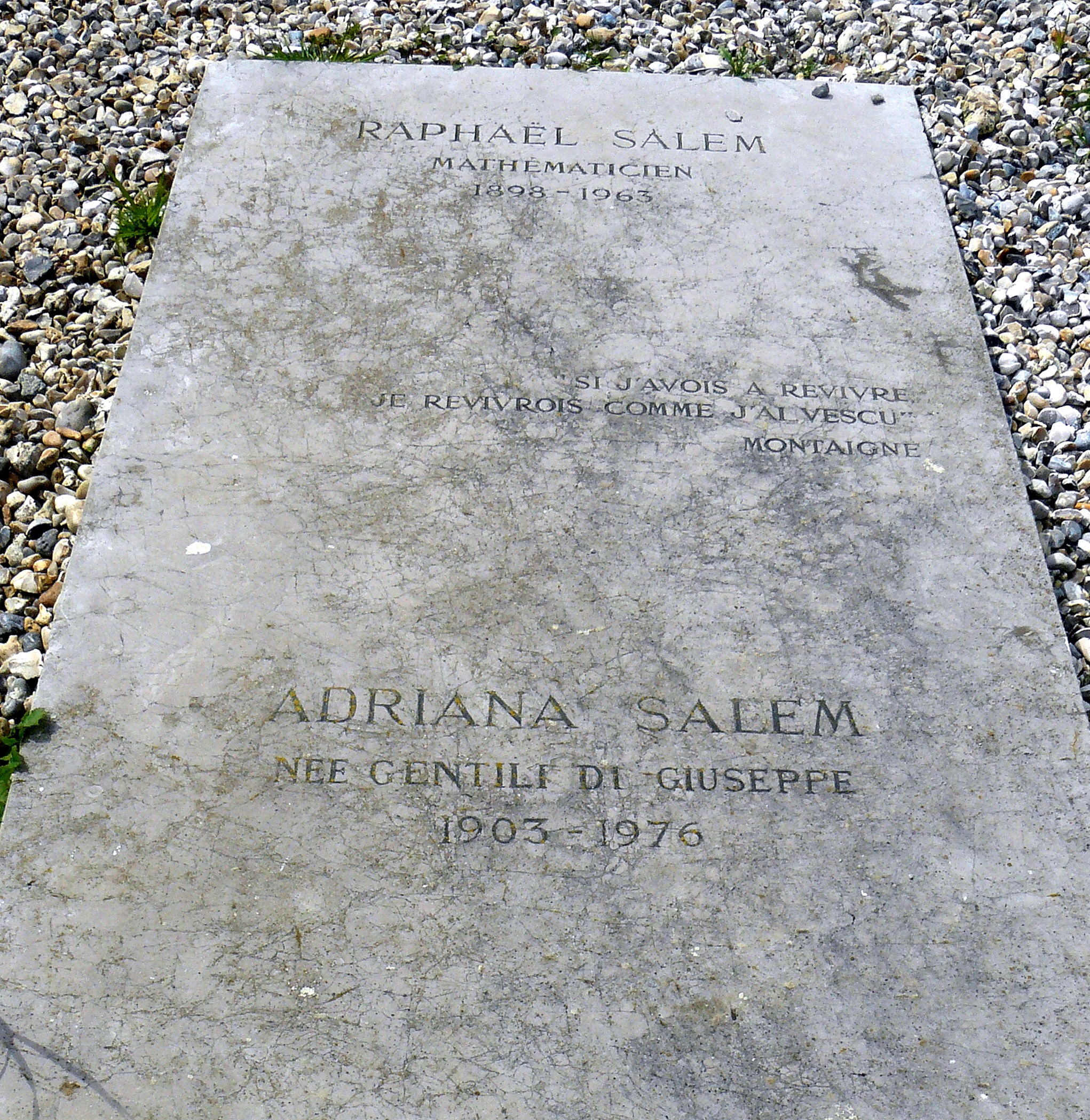
Надгробок на могилі Рафаеля Салема та його дружини Адріани Салем (Джентілі ді Джузеппе) у місті Варанжвіль-сюр-Мер.

У 1923 році одружився з Адріаною Джентілі ді Джузеппе, донькою відомого колекціонера творів мистецтва Федеріко Джентілі ді Джузеппе.
Після смерті Рафаеля Салема його вдова Адріана Салем заснувала математичну премію його імені.
Починаючи з 1968 року премією Салема нагороджуються математики, які відзначилися у галузі досліджень, якою цікавився Рафаель Салем, зокрема роботами пов'язаними із рядами Фур'є.